# Єзьори (Люблінське воєводство)
Єзьори (пол. Jeziory) — село в Польщі, у гміні Луків Луківського повіту Люблінського воєводства.
Населення — 207 осіб (2011).
У 1975-1998 роках село належало до Седлецького воєводства.

## Демографія
Демографічна структура станом на 31 березня 2011 року:
|          | Загалом | Допрацездатний вік | Працездатний вік | Постпрацездатний вік |
| -------- | ------- | ------------------ | ---------------- | -------------------- |
| Чоловіки | 103     | 27                 | 69               | 7                    |
| Жінки    | 104     | 23                 | 63               | 18                   |
| Разом    | 207     | 50                 | 132              | 25                   |